# Осею
Осею (устар. Осе-Ю) — река в Берёзовском районе Ханты-Мансийского автономного округа. Устье реки находится на 24-м км по левому берегу реки Неркаю. Длина реки составляет 16 км.

## Данные водного реестра
По данным государственного водного реестра России относится к Нижнеобскому бассейновому округу, водохозяйственный участок реки — Северная Сосьва, речной подбассейн реки — Северная Сосьва. Речной бассейн реки — (Нижняя) Обь от впадения Иртыша.